# 오보리촌
오보리촌(大堀村)은 1955년까지 후쿠시마현 후타바군에 존재했던 촌이다. 1956년 5월 1일 오보리촌 및 나미에정 가리노촌, 쓰시마촌 등 4개 정·촌이 합병하여 나미에정이 신설되고 폐지되었다.

## 역사
- 1889년 4월 1일 - 정촌제 시행과 함께 8촌이 합병해 시네하군 오보라촌이 성립하였다.
- 1896년 4월 1일 - 시네하군과 나라하이 합병해 후타바군이 성립하여, 후타바군 오보라촌이 되었다.
- 1956년 5월 1일 - 오보리촌 및 나미에정 가리노촌, 쓰시마촌 등 4개 정·촌이 합병하여 나미에정이 신설되고, 오보리촌 등은 폐지되었다.

## 행정
- 역대촌장

| 대 | 성명       | 취임          | 퇴임          | 비고                     |
| -- | ---------- | ------------- | ------------- | ------------------------ |
| 1  | 星智矩     | 1889. 7. 6.   | 1897. 8. 15.  |                          |
| 2  | 山田秀利   | 1897. 10. 1.  | 1905. 9. 30.  |                          |
| 3  | 星智矩     | 1906. 3. 6.   | 1911. 10. 17. | 재임(제1·3대 오보리촌장) |
| 4  | 常盤雄之助 | 1911. 11. 4.  | 1920. 9. 18.  |                          |
| 5  | 山田則三   | 1920. 12. 11. | 1928. 12. 10. |                          |
| 6  | 宮内政雄   | 1928. 12. 11. | 1932. 6. 1.   |                          |
| 7  | 荒木泰助   | 1932. 6. 16.  | 1940. 6. 15.  |                          |
| 8  | 松崎輝至   | 1940. 6. 16.  | 1944. 6. 11.  |                          |
| 9  | 星卓爾     | 1944. 6. 29.  | 1946. 12. 6.  |                          |
| 10 | 森茂       | 1947. 4. 15.  | 1951. 4. 3.   |                          |
| 11 | 山田廣秀   | 1951. 4. 23.  | 1955. 4. 29.  |                          |
| 12 | 金澤芳美   | 1955. 4. 30.  | 1956. 4. 30.  |                          |

## 참고 문헌
- 『浪江町史』（福島県双葉郡浪江町、1974）
- 『浪江町近代百年史』第一集（浪江町郷土史研究会、1984）